# Isla Tengah
Isla Tengah (en malayo: Pulau Tengah) es una isla deshabitada perteneciente a Malasia. Se encuentra a nueve millas náuticas de la costa de Mersing, en el mar de la China Meridional frente a la costa este de Johor, en la Malasia peninsular. Se encuentra a 45 minutos en barco desde Mersing.
Cerca de la isla de Besar, Tengah está a unos 16 km de la costa y es fácil acceder a ella en 45 minutos en barco. Durante los años 70, la isla se hizo famosa como un campo de refugiados vietnamitas, que se cerró a principios de los años 80.
En 1985, Tengah fue una de las pocas islas que mediante Boletín Oficial fue protegida por el gobierno de Malasia como un parque marino debido a su abundante vida marina y especies raras de peces y corales.